# Manapakkam
Manapakkam es una ciudad censal situada en el distrito de Chennai en el estado de Tamil Nadu (India). Su población es de 13344 habitantes (2011). Se encuentra a 9 km de Chennai y a 62 km de Kanchipuram. Forma parte del área metropolitana de Chennai.

## Demografía
Según el censo de 2011 la población de Manapakkam era de 13344 habitantes, de los cuales 6715 eran hombres y 6629 eran mujeres. Manapakkam tiene una tasa media de alfabetización del 90,47%, superior a la media estatal del 80,09%: la alfabetización masculina es del 93,56%, y la alfabetización femenina del 87,40%.